# 薛处敬
薛处敬（?—?），元朝大臣，元英宗时中书参知政事。
延祐七年（1320年）元英宗即位，十二月，薛处敬由江南浙西道廉访使入朝担任中书省参知政事。中书右丞木八剌出为江西行省右丞，中书参知政事只儿哈郎为中书右丞。元英宗至治二年（1322年）二月癸卯，江市行台御史大夫钦察为中书平章政事，江浙行省参知政事王居仁为中书参知政事，薛处敬出为河南行省左丞。